# Fyrfat

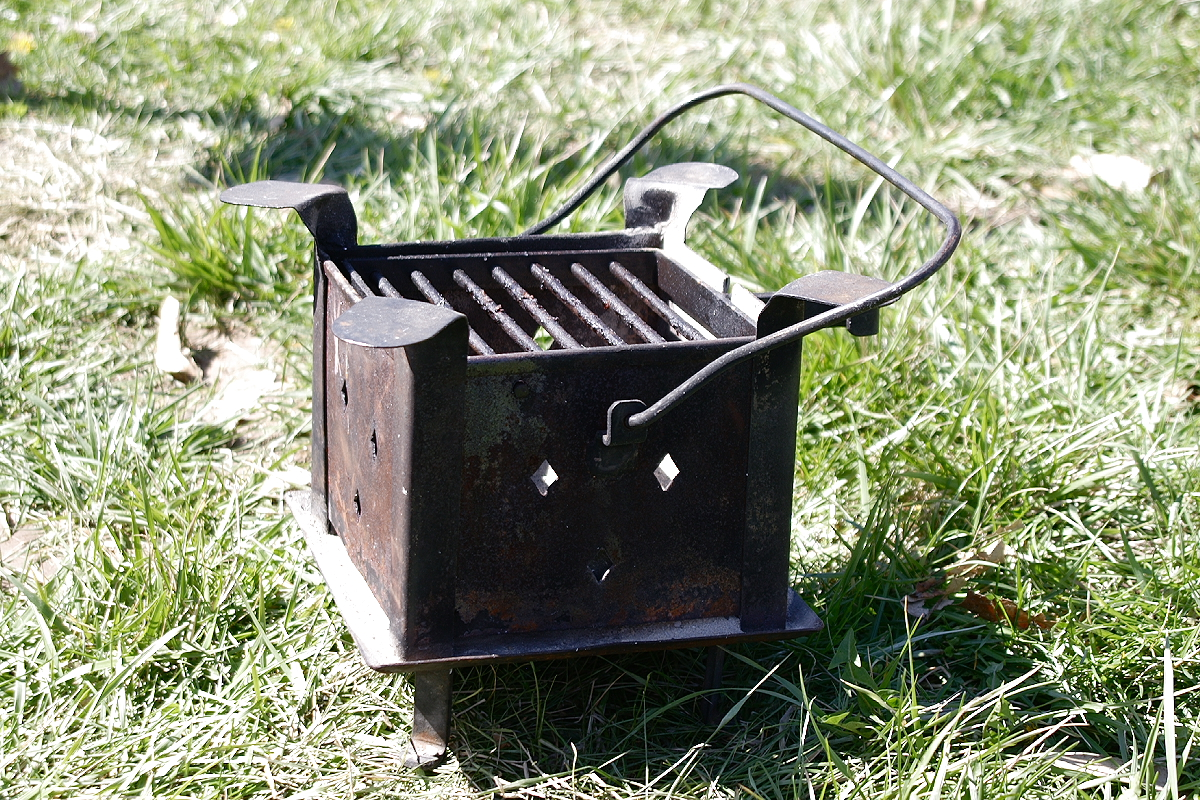
En sorts fyrfat, med galler och benställning.

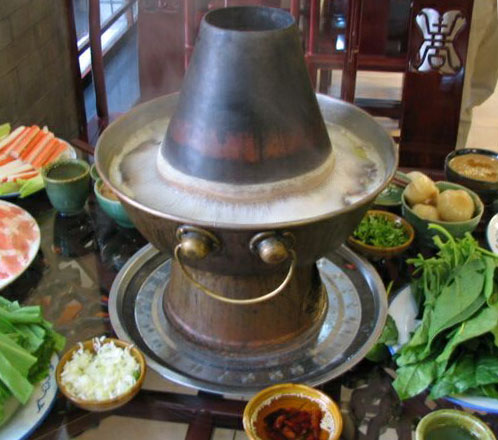
En kinesisk eldgryta, som används för matlagning.

Fyrfat är en behållare för öppen eld. Oftast är det utfört i form av en grund skål av metall, sten eller keramik. När fyrfatet placeras på en låg benställning, för att isolera underlaget från fatet, kallas det ofta trefot. 
Fyrfaten används till eldning för värme, matlagning och belysning samt för förvaring av glöd, främst i de fall då fasta eldstäder saknas och underlaget behövs skyddas mot värme, eld och aska, till exempel inne i byggnader eller ombord på fartyg. De används även för att flytta eld eller glöd mellan olika eldstäder. Fyrfaten kan också fyllas med heta stenar för uppvärmning, så att man slipper de risker öppen låga medför. Inom flera religioner används fyrfaten för bland annat rökelse.
Mindre, klotformiga modeller används som handvärmare.
I Sydeuropa har fyrfat tillverkats sedan antiken, i Sverige från 1500-talet till slutet av 1800-talet.